# Эйхе, Роберт Индрикович
Ро́берт И́ндрикович Э́йхе (латыш. Roberts Eihe (Ēķis); 12 августа 1890, Авотини Добельского уезда, Курляндская губерния (ныне Латвия) — 4 февраля 1940, Москва) — советский государственный и партийный деятель, революционер. Делегат 3-го конгресса Коминтерна (1921). Член ЦИК СССР. Двоюродный брат Генриха Христофоровича Эйхе, советского военного деятеля. Входил в состав особой тройки УНКВД СССР. Расстрелян в 1940 году. Реабилитирован посмертно.

## Биография
По официальной биографии, родился в латышской семье батрака в усадьбе Авотыни Добленского уезда Курляндской губернии (ныне Латвия). В 1904 году закончил Добленское двуклассное начальное училище.
В 1906 году переехал в Митаву, где работал подмастерьем в слесарно-кузнечной мастерской Вейнберга. В 1905 году вступил в Социал-демократию Латышского края (СДЛК). В августе 1907 года арестован, проведя в тюрьме два месяца, освобождён за отсутствием улик. В том же году был избран в районный комитет Митавской организации, а в 1908 году избран членом Митавского комитета Социал-демократии Латышского края (СДЛК). В феврале с 18 товарищами арестован на нелегальном собрании, после шестимесячного заключения освобождён под надзор полиции.
В конце 1908 года эмигрировал в Великобританию. Был кочегаром на пароходе в дальних плаваниях, работал в Шотландии на угольной шахте, на цинкоплавильном заводе в Уэст-Хартлпуле.
В 1911 году, узнав, что касающиеся его старые дела ликвидированы или переведены в судебную палату и в случае возвращения в Россию ему больше не угрожает большой тюремный срок, вернулся в Ригу. Был членом IV районного комитета в Риге. Был членом профсоюза «Молот», общества «Образование» и кооперативного общества «Продукт». С 1914 года член ЦК СДЛК.
В 1915 году сослан в Чернянскую волость Енисейского уезда Енисейской губернии. Бежал в Иркутск, затем под чужой фамилией жил в Ачинском уезде, работая на маслодельном заводе в селе Крутоярка.

### Революция и Гражданская война
После Февральской революции вызван ЦК латвийских большевиков в Ригу. В 1917 году избран членом Президиума Рижского Совета, во время немецкой оккупации вёл подпольную работу. В январе 1918 года арестован немцами, но уже в июле бежал в Москву.
В 1919 году — нарком продовольствия Советской Латвии. С 1919 года — заместитель Челябинского губернского продкомиссара, заместитель председателя Челябинского губисполкома, председатель губкома РКП(б).
В 1921 году был делегатом III конгресса Коминтерна. До 1924 года — на ответственной работе в Наркомате продовольствия РСФСР, председатель Сибирского продовольственного комитета.
«С точки зрения коммунистической этики безупречен» — такую характеристику получил Эйхе от Сиббюро ЦК РКП(б) в октябре 1922 года.

### В Сибири
В апреле 1924 года решением Оргбюро ЦК РКП(б) был назначен заместителем председателя высшего органа Советской власти в Сибири — Сибирского революционного комитета. В мае 1924 г. первая Сибирская партконференция единогласно избирает его членом пленума Сибирского краевого комитета ВКП(б), который по рекомендации ЦК ВКП(б) утвердил его членом бюро крайкома. Формально являясь заместителем М. М. Лашевича, Роберт Индрикович на деле выполнял за него весь объём повседневной работы, пока начальник представительствовал в Москве.
Поэтому в декабре 1925 года при ликвидации Сибревкома и выборах Сибирского исполнительного комитета Советов, Эйхе его закономерно возглавил с 4 декабря. С этого момента Эйхе постоянно присутствовал на всех заседаниях Сиббюро ЦК. Тогда же он стал кандидатом в члены ЦК.
С 1929 — 1-й секретарь Сибирского крайкома ВКП(б), с 1930 — Западно-Сибирского крайкома ВКП(б). На фоне постоянной ротации кадров, осуществлявшейся Центральным комитетом ВКП(б), Эйхе единственный из 53 коммунистов, входивших в бюро Сибкрайкома, оставался на своём месте с весны 1924 по лето 1930 года, что обусловлено его репутацией как активного исполнителя решений Центра и преданного сторонника И. В. Сталина. Поэтому логично, что именно Эйхе был избран первым секретарём крайкома ВКП(б) на пленуме 1—3 июня 1929 года, когда его предшественник С. И. Сырцов получил назначение на пост председателя Совнаркома РСФСР и уехал в Москву. Сибирская партийная организация к тому времени насчитывала 93 тысячи коммунистов.
С июля 1930 Эйхе — член ЦК ВКП(б), с февраля 1935 кандидат в члены Политбюро ЦК.

#### Заговор против Эйхе
Эйхе перенял в Сибири жесткие методы руководства, характерные для Сталина. 15 декабря 1929 г. и 2 февраля 1930 г., по инициативе Эйхе Сибкрайком пересматривал спущенные сверху планы коллективизации и раскулачивания в сторону ускорения их темпов. Он стал членом комиссии «для выработки мер в отношении кулачества», сформированной Политбюро 15 января 1930 г. во главе с В. М. Молотовым. 30 января 1930 Политбюро, доработав проект комиссии Молотова, приняло постановление «О мероприятиях по ликвидации кулацких хозяйств в районах сплошной коллективизации». Видимо, Эйхе тяжело пережил критику «перегибов» в этом вопросе, содержавшуюся в опубликованной 2 марта в «Правде» и 4 марта перепечатанной «Советской Сибирью» статье И. В. Сталина «Головокружение от успехов».
В конце марта Эйхе попал в больницу с «гнойным аппендицитом», а ему на помощь был командирован из Москвы Л. М. Каганович. 8-9 апреля, когда бюро крайкома под председательством Кагановича рассматривало вопросы о коллективизации и весенней сельскохозяйственной кампании, Эйхе в заседаниях не участвовал. В его отсутствие ответственность за «перегибы» была возложена на второго секретаря крайкома В. Н. Кузнецова.
После XVI съезда ВКП(б), на котором Эйхе избрали членом ЦК, Роберт Индрикович отправился отдыхать в Крым. А 29 июля второй секретарь Сибкрайкома В. Н. Кузнецов и четверо членов бюро — председатель треста Сибуголь Я. К. Абрамов, заместитель председателя Сибкрайисполкома Советов Н. А. Базовский, председатель Сибирского краевого совета профсоюзов Г. В. Баранкин и заведующий организационно-инструкторским отделом Сибкрайкома В. Ю. Егер — обратились к И. В. Сталину с просьбой перевести первого секретаря Сибкрайкома Р. И. Эйхе на хозяйственную работу. Вдохновителем этого письма был председатель Сибирского крайисполкома И. Е. Клименко, который ранее находился на равных позициях с Эйхе как кандидат в члены ЦК, а затем был понижен в должности и в состав ЦК избран не был. Клименко написал собственное письмо Сталину, в котором отмежевался от подписантов, однако выразил мысль, что хорошо бы Эйхе из Сибири отозвать.
Это выступление было расценено Сталиным как нарушение партийной дисциплины. 13 августа он предложил замещавшему его Молотову «вышибить Клименко» и «оказать полное доверие Эйхе», чтобы «неповадно было интриганам всяким клеветать на честных работников и обманывать ЦК». Подписанты были сняты с работы, отозваны из Сибири и переведены на малозначимые должности в народном хозяйстве, невзирая на их покаяния и готовность признать ошибки. В сентябре 1930 г. при разделении Сибири и преобразовании Сибкрайкома ВКП(б) в Западно-Сибирский краевой комитет все сторонники Эйхе были поощрены новыми должностями, а сам заговор спровоцировал новую волну репрессий, перекроивших партийный актив края.
Современные историки квалифицируют произошедшее как заговор, вызванный недовольством ближайшего окружения первого секретаря Сибкрайкома применявшимися жёсткими методами коллективизации и сверхбыстрыми темпами индустриализации.

#### Коллективизация и борьба с кулачеством
В 1931 году бюро Западно-Сибирского крайкома ВКП(б) приняло Постановление «О ликвидации кулачества как класса». Во исполнение этого решения в пределах края была выслана 52 091 раскулаченная семья.
10 февраля 1933 г. выступал против неумеренной высылки в Западную Сибирь спецпоселенцев, сообщая Сталину: 

Это предложение совершенно нереально, объяснимо только тем, что товарищи, составляющие намётку плана, не знакомы с условиями севера. Какие бы материальные ресурсы в помощь краю центр ни выделил, это количество людей завезти, расселить, создать минимальные условия для зимовки за лето 1933 г. не можем.

Эйхе сообщал, что даже после большой подготовки Западная Сибирь сможет принять вместо одного миллиона только 250—270 тыс. человек.
В телеграмме Сталину от 7 марта 1933 года Эйхе предлагал «принять, устроить на Нарымском, Тарском севере 500 тыс. спецпереселенцев».
В 1934 г., в ходе хлебозаготовок, Эйхе истребовал от Политбюро право давать санкцию на высшую меру наказания на подведомственной ему территории в течение двух месяцев — с 19 сентября по 15 ноября.

#### Речь наXVII съезде ВКП(б)
На состоявшемся 26 января — 10 февраля 1934 г. XVII съезде ВКП(б) Эйхе выступил 27 января вторым в ходе обсуждения Отчётного доклада по работе ЦК ВКП(б).

##### Промышленное развитие
Он сообщил, что с 1930-го по 1933 год добыча угля в Кузбассе выросла втрое, а механизированная добыча увеличилась с 22 % до 53 %, что превосходит уровень механизации угольной промышленности Англии. «Капиталисты строили Донбасс полтораста лет — партия большевиков за четыре года превратила мелкий кустарный Кузбасс в крупный, мощный механизированный социалистический Кузбасс. Мы сейчас даём ежесуточную добычу, равняющуюся половине ежесуточной добычи довоенного Донбасса… Фактически тот разворот капитального строительства, который производится в Кузбассе, обеспечивает примерно 25 млн т добычи, то есть то, что в лучшие времена давал довоенный Донбасс», — сказал Эйхе. Он также отметил, что качеству кузбасские угли — лучшие в Советском Союзе, которые дают возможность дать не только твёрдое топливо, но создать на его базе производство жидкого топлива из добываемых здесь сапропелитов, чтобы снабжать тракторный парк Востока, Западной и Восточной Сибири, Дальневосточного края, Казахстана местным топливом, а не возить его через всю страну из Баку и Грозного. Кроме того, Кузбасс стал превращаться в крупнейший центр химической промышленности, наладивший выпуск удобрений и средств защиты от вредителей для сельского хозяйства. Кемеровский коксохимический комбинат является одним из самых значительных в Союзе, которому регионы страны с развитой химической промышленностью должны помочь кадрами, подчеркнул Эйхе.

##### Колхозный строй
Он опроверг утверждение Троцкого, который «к XVI съезду… из своей эмигрантской подворотни заявлял, что как нельзя из рыбацких лодок построить современный крейсер, так же нельзя построить крупное хозяйство, объединяя мелкие индивидуальные хозяйства. Колхозный строй окончательно победил в деревне… Обобществленные фонды в колхозах Западной Сибири за 1932 г. выросли на 43 млн руб., а за 1933 г. — на 86 млн руб. Одновременно… происходит рост количества получаемых колхозниками на трудодень продуктов».
Даже в животноводстве, которое «наиболее пострадало от кулацкого вредительства, от мелкобуржуазного рвачества, от мелкобуржуазного отношения к социалистической собственности», Сибирский край добился существенных сдвигов: прироста поголовья свиней на 96 %, поголовья коров на 10 %, поголовья овец на 7 % только за 1933 год. Социалистическое крупное хозяйство показало преимущество перед индивидуальным в продуктивности уже в первый период коллективизации, когда еще плоха была организация труда: ежемесячный удой на корову в 1931 году достиг 8,45 ц., превысив показатели 1929 года, когда «сплошное море индивидуальных хозяйств» давало средний удой 8,2 ц. В 1932 г. удой вырос до 10,02 в месяц, в 1933 г. — до 11,40 ц. Таким образом, по сравнению с 1928/29 г. колхозы увеличили удой на 42 %.
«Ряд блестящих побед дают и наши совхозы, — доложил Эйхе. — Вот в Западной Сибири хлеба в этом году совхозы сдали 11, 5 млн пудов, масла наши совхозы сдали 488 тыс. пудов, мяса — 1 098 тыс. пудов, шерсти — 60 тыс. пудов. Эти показатели нужно запомнить тем товарищам, которые говорили: на совхозы денег давать не надо, из совхозов ничего не выйдет».
Эйхе подверг критике постановление о разрядах в сельском хозяйстве, которое квалифицировало работу в полеводстве выше, чем в животноводстве, предлагая его пересмотреть. Он также призвал повышать продуктивность производства через обмен опытом. «Сейчас, когда мы имеем колхозов по всему Союзу 65 % (а в нашем крае 70 % с лишним), совершенно правильно было бы ставить вопрос о том, чтобы широко ознакомить наших колхозников на сельскохозяйственных выставках с теми достижениями, которые имеются у других колхозов… Пропагандировать достижения, указывать, какими путями это достигнуто, — это большой шаг вперед в организационно-хозяйственном укреплении колхозов».

##### Культурная революция
Эйхе назвал «капитулянтской контрреволюционной установкой» Троцкого его статью «Литература и революция», где тот утверждал: «В эпоху диктатуры о создании новой культуры, то есть о строительстве величайшего исторического масштаба, не приходится и говорить».
«Рост культурного строительства в Союзе видим сейчас в любом самом отсталом крае. Западная Сибирь, которая ещё в 1920 г. имела только 20 % грамотности, сейчас имеет 92 % грамотности. Такие края и районы, которые раньше не имели учебных заведений, — ну, скажем, наши национальные области, — сейчас имеют свои учебники, имеют свои школы и 85 % грамотности. Рост культурного строительства в деревне и в городе показывает, как широко, как крепко партия борется за выполнение лозунга о культурной революции».

##### Противправой оппозиции
Эйхе первым из выступавших на съезде призвал к организационным мерам против правой оппозиции (Рыков, Томский), которые на XVI съезде обещали «драться за генеральную линию партии», но делом это так и не подтвердили. Это побудило новых оппозиционеров во главе с Рютиным бороться против партии, заявил Эйхе. Как ярый приверженец коллективного хозяйства, он понимал, что борьба «правых» за интересы индивидуальных собственников в деревне есть поддержка базы контрреволюции и выступлений против Советской власти, которые ей едва удалось обуздать к концу 1933 года.
На Съезде Роберт Эйхе был избран членом ЦК ВКП(б).
Через год после Съезда, 1 февраля 1935 г. на Пленуме ЦК ВКП (б) Эйхе был избран в политическое руководство Советского Союза с совещательным голосом, — кандидатом в члены Политбюро ЦК ВКП (б).

### Деятель тройки НКВД СССР

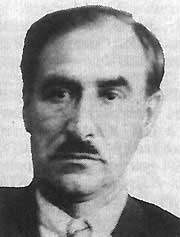
1-й секретарь Сибирского и Западно-Сибирского крайкомов ВКП(б) Р. И. Эйхе

#### Сторонник террора
На декабрьском 1936 г. пленуме ЦК ВКП(б), на котором Николай Ежов докладывал об «антисоветских троцкистских и правых организациях», Эйхе резко выступил против бывших товарищей по партии:

Факты, вскрытые следствием, обнаружили звериное лицо троцкистов перед всем миром… Вот, т. Сталин, отправляли в ссылку несколько отдельных эшелонов троцкистов, — я ничего более гнусного не слыхал, чем то, что говорили отправляемые на Колыму троцкисты. Они кричали красноармейцам: «Японцы и фашисты будут вас резать, а мы будем им помогать». Для какого чёрта, товарищи, отправлять таких людей в ссылку? Их нужно расстреливать. Товарищ Сталин, мы поступаем слишком мягко.— 

#### Мартовские пленумы
На февральско-мартовском Пленуме ЦК партии 1937 г. Эйхе доложил, что руководимая им парторганизация «вскрыла много вредителей и вскрыла вредительство раньше, чем в других краях, но мы сильно опоздали с вскрытием этих подлых врагов». Он подверг критике центральные главки (Наркомтяжпром — Гуревич, Косиор), которые не контролируют работу подведомственных им заводов и строящихся предприятий, ограничиваясь бумаготворчеством и формальными отчётами. За три года, с 1934-го по 1937-й, они ни разу не направили свои инспекции на предприятия. Он указал на нарушение решения пленума ЦК, согласно которому крупное строительство должно производиться только на основе утверждённых проектов, — строительство Кемеровского азотного комбината, «в которое вложено уже более 250 млн руб., до сегодняшнего дня не имеет утвержденного проекта», что, по мнению Эйхе, создавало почву для вредительства.
Эйхе указал, что бездействует Инспекция по технике безопасности в Наркомтяжпроме. «Это важнейшая организация, от работы которой зачастую зависит жизнь многих рабочих, в лучшем случае представляет собой какой-то статистический отдел, который фиксирует те или другие данные, сообщаемые с мест. Никакой работы, которая заставляла бы директоров и заведующих шахтами проводить элементарнейшие мероприятия по безопасности, эта инспекция не ведет». А состояние дел на предприятиях критическое: на шахте имени Кирова, где трудится 3 тысячи рабочих, только за 1936 год произошло 1600 угаров из-за плохой вентиляции, «дезорганизованной вредителями».
Пленум ЦК создал организационно-идеологическое начало ежовского Большого террора в СССР, что продолжилось на региональном уровне. В Новосибирске пленум Западно-Сибирского крайкома состоялся 16—18 марта 1937 г. На нём, а затем на заседании Новосибирского городского партийного актива, Роберт Индрикович «выступал одновременно и в роли „наместника Сталина“ и в роли каявшегося, „самокритично“ оценивавшего свои собственные ошибки и просчёты на посту секретаря крайкома партии. При этом он мало чем рисковал: практически никто из выступавших не отваживался говорить о том, что в своих действиях руководствовался директивами, полученными, как правило, от того же Эйхе».
"Центральное место в своем выступлении Эйхе посвятил предстоящим выборам на основе новой Конституции, выдвинув тезис о том, что партийно-советской номенклатуре сверху донизу предстоит «драться» за влияние на массы, навыки чего оказались утрачены, забюрократизированы, тогда как «враги», особенно священнослужители уже «активизировались», — указывает историк С. А. Красильников. — Эйхе привел в пример один из сельсоветов Змеиногорского района, где местный священник пришел к председателю и заявил, что после выборов по новой системе может оказаться на этом месте. «А председатель сельсовета ответил ему: „Пока ты доберешься до [места] председателя, я сумею тебя десять раз посадить“. Но в этом ответе есть очень много опасного, и эта опасность заключается в том, что товарищ думает, что при новых выборах он сумеет удержаться у власти», — отметил тогда Эйхе".
Он также всячески поддерживал высказываемые членами партии опасения по выборам в спецпоселках, которые могут в своих целях использовать «матёрые враги», которых полно среди «раскулаченных»: «Какой лозунг они выдвинули? Чтобы по всем местам расселения кулаков, как меня информировали работники НКВД, чтобы во время выборов ни одного голоса [далее в стенограмме стоит отточие, по смыслу — не голосовать за коммунистов]». При этом Эйхе осознавал, что именно в спецпоселках коменданты полностью контролируют выборный процесс и имеют разветвленную агентурно-осведомительную сеть, позволяющую обезвредить происки врагов, что подтвердили и итоги выборов впоследствии.
Эйхе ещё в выступлении на пленуме ЦК в Москве обозначил еще одну группу, опасную для номенклатуры — исключенных и выбывших из партии по региону за одиннадцать лет: «[…] мы встретимся также во время выборной борьбы с остатками врагов, и надо изучить сейчас и ясно себе уяснить, …где эти очаги врагов… За 11 лет из партии выбыло и исключено 93 тыс. человек… А в партии у нас сейчас 44 тысячи коммунистов…Есть много людей, которые преданы нам, прекрасно работают и будут бороться за линию партии, но среди исключенных есть немало прямых врагов». В Новосибирске Эйхе также упомянул об этих цифрах, усилив впечатление ещё и информацией об искажениях внутрипартийной демократии внутри самой ВКП (б). Во втором полугодии 1936 г. в крае сменилось 612 секретарей первичных ячеек, из которых только 17 % были переизбраны, то есть согласно Уставу партии, а 25 % были сняты с постов вышестоящими органами, то есть с нарушением Устава. Назначению без выборов Эйхе придал зловещий смысл: «Если присмотреться к тому, кого кооптировали, то оказывается, что в большинстве случаев кооптировали людей, которые при нормальных выборах не прошли бы в выборный орган […] иногда это подлые, самые заклятые враги».
Освещая в своей речи вопрос о «вредительстве», Эйхе привёл конкретные случаи, фамилии руководителей, либо уже подвергшихся репрессиям, либо «не видящих вредительства». Вторые практически полностью летом — осенью 1937 г. подверглись репрессиям. Вслед за Пленумом ЦК сибирский руководитель упрекнул хозяйственников, что они не «сигнализировали» в НКВД о фактах «вредительства». При этом он предостерёг бездеятельность и некомпетентность «сваливать на вредительство». Не видеть вредительства или всё сваливать на вредительство могут «гнилые люди, не наши люди». Если превратить «борьбу с вредительством» в кампанию, создастся атмосфера всеобщей подозрительности, при которой рабочие будут подозревать управленцев и инженеров во «вредительстве», коммунисты — управленцев и т. д., и тем самым станет непонятно, почему и как происходят срывы на производстве — «из-за нашего ли руководства или из-за действий вредителей».

#### Поиск решения
Речь Эйхе на пленуме в Новосибирске в основных чертах повторяла структуру речи Сталина на Пленуме ЦК, который адресовал региональным руководителям застарелые и практически не решаемые проблемы с повышением уровня управляемости регионом, уровнем квалификации партийно-советских и хозяйственных кадров, повышением их авторитета в массах. Однако как региональному руководителю ему требовалось продемонстрировать не только знание проблем, но и знание их решения. Он выбрал путь покаяния, признав и ошибки в кадровой работе, и чрезмерное увлечение «текучкой» в ущерб партийно-политической работе, и восхваление его собственной персоны. Выступавшие на пленуме члены крайкома тоже отдали дань самокритике, но конкретных решений проблем не предложили, увлекшись только одним вопросом: надо ли держаться за профессиональные кадры на производстве, если есть сомнения в их партийной зрелости, или безжалостно изгонять?

#### Партийные кадры
По данным партийной статистики для делегатов III Западно-Сибирской краевой партконференции (1 — 7 июня 1937 г) за период с января 1934 г. численность коммунистов в крае уменьшилась с 98,4 до 43,6 тысяч человек. Убыль произошла за счёт 15 тысяч в выделенных из региона как самостоятельных Красноярского края и Омской области и 26 тысяч исключённых из партии и переведённых в разряд сочувствующих, остальные выехали из края.
По партийному стажу доля старых большевиков (вступление в 1917—1919 гг.) была 5,2 %, подавляющее количество составляли партийцы «сталинского призыва», начиная с «Великого перелома»: 25 % вступивших в 1928—1930 гг. и 35 % с 1931 по 1936 гг. (35 %). Это были молодые люди, малообразованные: 76,6 % партийцев были грамотными и имели начальное образование, доля имевших высшее и неполное высшее образование составляла 6,7 %. По стажу работы в партийных органах опытные кадры со стажем до трёх лет составили только 20 %. С весны 1937 года, когда выборы в партийные комитеты стали тайными, состав парторгов обновился на 40 %. Понятно, что в партию устремились не только по идейным соображениям, но и по карьерным, поэтому раз в три-четыре года происходили чистки «аферистов и жуликов, морально и в быту разложившихся», дававшие «отсев» в 15-20 %. Тем самым в партийном руководстве росло ощущение ненадёжности кадрового резерва и угрозы «пятой колонны», что нагнетало нервозность его действий и решений.

#### Угроза региональнойноменклатуре
После Февральско-мартовского пленума ЦК ВКП (б) региональная номенклатура столкнулась с двумя угрозами.
«Дело Бухарина — Рыкова» и новая заявленная кампания «искоренения вредительства» давали понять, что спокойной жизни не будет и репрессии могут коснуться каждого. К этой угрозе партийные кадры более или менее привыкли и научились подстраиваться под линию партии.
Угроза пройти через выборы на альтернативной основе в условиях формальной отмены ограничения избирательных прав для потенциально или реально опасных для власти групп населения. Ощутить «отрыв от масс» и опасность остаться наедине с зачастую враждебно настроенными к номенклатуре группами населения, попасть в зависимость от их массового поведения, она была не готова.
Массовый террор этих проблем не решил, он ударил по всей вертикали власти в стране.

#### Во главе большого террора в Западной Сибири
Эйхе принял на себя руководство «чисткой» партийного и хозяйственного аппарата, что вызвало беспрецедентную волну арестов. Руководил развёртыванием массовых репрессий в Сибири. Входил в самую первую из троек периода Большого террора (утверждена постановлением Политбюро 28 июня 1937 г.), вынесшую тысячи смертных приговоров во внесудебном порядке.
За 1937 год «тройка» УНКВД Западной Сибири, в которую входили Эйхе и комиссар ГБ 3 ранга С. Н. Миронов-Король, осудила 16 553 человек, в том числе 4762 — к расстрелу, 8576 — к отправке в лагеря, 1456 — в ссылку, 1759 — к высылке.
Эйхе стремился лично направлять работу сибирских чекистов, вмешивался в дела НКВД. В некоторых случаях приходил в управление НКВД и присутствовал на допросах.
В 1937 году тройкой под руководством Эйхе были репрессированы 34 872 человека по делам «Белогвардейско-монархической организации РОВС», «Сибирского филиала Трудовой Крестьянской партии», «Церковно-монархической повстанческой организации» и другим.

### Нарком земледелия СССР
В конце октября 1937 г. был назначен наркомом земледелия СССР. До 29 октября 1937 г. этот пост занимал М. А. Чернов, осуждённый по делу право-троцкистского блока и расстрелянный 15 марта 1938 г.
По характеристике В. И. Черноиванова, «он (Эйхе) принял правила поведения, которые диктовала обстановка того времени. Все недостатки в сельском хозяйстве Эйхе стал объяснять вредительством».
Был членом ЦИК СССР. 12 декабря 1937 г. избран депутатом Совета Союза Верховного Совета СССР 1-го созыва от Новосибирской области.

### Обвинение и расстрел
29 апреля 1938 года Эйхе был арестован и обвинён в создании «латышской фашистской организации». Внесен в список Л.Берии от 16 января 1940 г. по 1-й категории. 2 февраля 1940 приговорён к смертной казни. Расстрелян в ночь на 4 февраля 1940 г. Место захоронения — «могила невостребованных прахов» № 1 крематория Донского кладбища.
В январе 1954 года бывший начальник 1-го спецотдела НКВД Л. Ф. Баштаков показал следующее:

На моих глазах, по указаниям Берии, Родос и Эсаулов резиновыми палками жестоко избивали Эйхе, который от побоев падал, но его били и в лежачем положении, затем его поднимали, и Берия задавал ему один вопрос: «Признаёшься, что ты шпион?» Эйхе отвечал ему: «Нет, не признаю». Тогда снова началось избиение его Родосом и Эсауловым, и эта кошмарная экзекуция над человеком, приговорённым к расстрелу, продолжалась только при мне раз пять. У Эйхе при избиении был выбит и вытек глаз. После избиения, когда Берия убедился, что никакого признания в шпионаже он от Эйхе не может добиться, он приказал увести его на расстрел.— 
В заявлении о помиловании приговорённого к расстрелу 26.02.1956 г. полковника госбезопасности Б. В. Родоса от 28 февраля 1956 года говорится, что Баштаков в своих показаниях солгал, так как в присутствии Берии в Сухановской тюрьме, где как будто происходило избиение Эйхе, он никогда не был и самого Эйхе в глаза не видел, равно как не видел его и Эсаулов. Баштаков оболгал Родоса и ещё по нескольким эпизодам, по которым ему было предъявлено обвинение.
Сам Эйхе так описывал методы допросов в письме Сталину:

Теперь я перехожу к самой позорной странице своей жизни и к моей действительно тяжкой вине перед партией и перед Вами. Это о моих признаниях в к. р. деятельности. Комиссар Кобулов мне сказал, что нельзя же было всё это выдумать, и действительно я никогда не мог бы это выдумать. Дело обстояло так: не выдержав истязаний, которые применили ко мне Ушаков и Николаев, особенно первый, который ловко пользовался тем, что у меня после перелома ещё плохо заросли позвоночники и причинял мне невыносимую боль, заставили меня оклеветать себя и других людей.
Большинство моих показаний подсказаны или продиктованы Ушаковым и остальные я по памяти переписывал материалы НКВД по Западной Сибири, приписывая все эти приведённые в материалах НКВД факты себе. Если в творимой Ушаковым и мною подписанной легенде, что-нибудь не клеилось, то меня заставляли подписывать другой вариант […] Мое показание о к. р. связи с Ежовым является наиболее чёрным пятном на моей совести. Дал я эти ложные показания, когда следователь меня 16 часов допрашивая, довёл до потери сознания, и когда он поставил ультимативно вопрос, что выбирай между двумя ручками (пером и ручкой резиновой палки), я, считая, что в новую тюрьму меня привезли для расстрела, снова проявил величайшее малодушие и дал клеветнические показания. Мне тогда было всё равно, какое на себя принять преступление, лишь бы скорее расстреляли, а подвергаться снова избиениям за арестованного и разоблачённого к. р. Ежова, который погубил меня, никогда ничего преступного не совершившего, мне не было сил.

## Реабилитация
Дело Эйхе было упомянуто первым секретарём ЦК КПСС Н. С. Хрущёвым в докладе «О культе личности и его последствиях» 25 февраля 1956 года как пример фальсификации.
Реабилитирован Военной коллегией Верховного суда СССР 14 марта 1956 года и восстановлен в партии 22 марта 1956 года КПК при ЦК КПСС.

## Награды
- Орден Ленина (15 марта 1935 г.).

## Семья
Жена: Эйхе-Рубцова Евгения Евсеевна.
Родилась в 1898 г. в г. Архангельск; русская; член ВКП(б); образование высшее; на момент ареста работала и училась на 2-м курсе Московского медицинского института. Проживала: г. Москва, ул. А. Серафимовича, д. 2 (Дом правительства), кв. 235. Арестована 29 апреля 1938 г. Внесена в список «Москва-центр» от 20.8.1938 по 1-й категории («Жёны врагов народа, подлежащие суду ВКВС СССР») — «за» Сталин и Молотов. Приговорена к ВМН ВКВС СССР 26 августа 1938 г. по обвинению в «шпионаже». Расстреляна в тот же день вместе с жёнами ряда известных чекистов, партийцев и военных. Место захоронения — спецобъект НКВД «Коммунарка». Реабилитирована 21 апреля 1966 г. ВКВС СССР.

## Память
- В 1932 г. в честь Эйхе родители назвали известного советского поэта Р. И. Рождественского.
- В октябре 1933 г. был торжественно открыт в Прокопьевске Западно-Сибирского края первый звуковой кинотеатр, названный именем секретаря крайкома Роберта Эйхе. После его ареста как «врага народа» кинотеатр переименовали в честь Николая Островского[25].
- С 1933 по 1938 гг. в Новосибирске имя Эйхе носили район и железнодорожная станция и с 1936 по 1938 гг. — площадь перед облисполкомом. После того, как Эйхе репрессировали, район переименовали в Первомайский, станцию — в Инскую[26], площадь же длительное время именовалась просто «площадь облисполкома», а в 1957 году ей было присвоено имя Я. М. Свердлова[27].
- В честь Эйхе был назван район в Кемерове Западно-Сибирского края. Ныне — Рудничный район.
- В 1969 году в его честь был назван траулер «Роберт Эйхе», построенный по заказу СССР на Гданьской судоверфи[28]. Траулер (бортовой номер РП-0147) — приёмообрабатывающая плавбаза — имел порт приписки Рига. В 1991 году траулер тоже переименовали: он стал называться «PLAVNIEKI», а в 1995 году его списали[29].
- С 1965 по 1991 год имя Роберта Эйхе носила улица Рушону в Риге.
- Одна из улиц в Первомайском районе Новосибирска носит имя Эйхе.
- В Алма-Ате (Республика Казахстан) одна из улиц носит имя Эйхе.
- В советское время с 1965 по 1990 год школа № 1 в Добеле носила имя Роберта Эйхе.
- До настоящего времени (февраль 2025 г.) улица в г. Прокопьевске Кемеровской области носит имя Роберта Эйхе.